# Leon Sarteel
Leon Sarteel (Gent, 2 oktober 1882 - Gent, 2 mei 1942), was een Belgisch beeldhouwer, die werkte in brons, gips, marmer, steen en hout.
Sarteel werd geboren in een familie van kleermakers, maar al vroeg werd zijn artistiek talent opgemerkt, waardoor hij niet in de voetstappen van zijn vader trad, maar ging beeldhouwen. Hij startte als 12-jarige houtsnijder op het atelier van Petrus Pauwels-D'hondt en volgde avondlessen aan de Sint-Lucasschool. Hij studeerde verder aan de Koninklijke Academie voor Schone Kunsten van Gent als leerling van Jules Van Biesbroeck. Hij nam onder andere deel aan de Salons van Gent en Antwerpen. In 1941 werd hij lid van de raad van beheer van de Gentse academie.
In 1923 huwde hij met Anna Pirsens (1892-1962). Het echtpaar kreeg drie kinderen, Diane, Leon junior en Clara. Het gezin woonde in het Miljoenenkwartier in Gent. Hij is samen met zijn echtgenote begraven op de Westerbegraafplaats aan de Brugse Poort in Gent.

## Vernoemingen
- In Gent is er een Leon Sarteelplein
- In Sint-Amandsberg is er een Leon Sarteelstraat

- RKD-Nederlands Instituut voor Kunstgeschiedenis: 69795
- Union List of Artist Names: 500195712
- Virtual International Authority File: 96694652